# Julian Creus
Julian Creus (n. 30 iunie 1917, Liverpool, Anglia, Regatul Unit al Marii Britanii și Irlandei – d. 9 septembrie 1992, Noul Wales de Sud, Australia) a fost un halterofil ce a reprezentat Regatul Unit al Marii Britanii și al Irlandei de Nord, medaliat olimpic. A participat la 3 ediții ale Jocurilor Olimpice (1948, 1952, 1956) în care a câștigat o medalie de argint.